# Хэтрикс, Джеффри
Джеффри Хэтрикс (англ. Jeffrey Hatrix, родился 5 мая 1963 года, Кливленд, штат Огайо) — американский музыкант, бывший вокалист альтернативной метал группы Mushroomhead. Свой псевдоним «Nothing» Джеффри взял из фильма «Синий бархат».

## Mushroomhead
До появления Mushroomhead Джеффри вместе со Стивом Фэлтоном и Дэйвом Фэлтоном играл в группе Hatrix, позже он с Томом Шмитцом и Стивом Фэлтоном основал группу Mushroomhead. Покинул группу в 2018 году.

### Маски

#### Mushroomhead
Изначально Джеффри носил маску дьявола, с подвенечным платьем и футбольными плечами-накладками.

#### Superbuick
Носил ту же маску дьявола, но перекрасил её в белый цвет. Позже заменил маску дьявола на маску Единорога, у которой на лбу была перевёрнутая пятиконечная звезда.

#### M3
После того как Mushroomhead сменили имидж, Джеффри начал носить X-Face маску, но заменил белое платье на чёрное.

#### XX
Джеффри начал носить латексную X-Face маску, но позже начал разукрашивать лицо X-Face’ом.

#### XIII
Также разукрашивал лицо, как и в эпоху XX.

#### Savior Sorrow
Разукрашивал лицо, но по-разному.

#### Beautiful Stories for Ugly Children
Джеффри носит маску мясника как в фильме Техасская Резня Бензопилой, и носит фартук мясника.

#### Old School
Джеффри носит на Old School выступления старые маски времён альбомов Mushroomhead (1995), Superbuick (1996) и M3 (1999).

#### The Righteous & The Butterfly
Джеффри носит маску из двух соединённых латексных кистей рук с отверстиями для глаз по середине каждой. Так же он носит чёрный тренчкот с порезами на рукавах и груди. Позже Джеффри вернулся к гриму.

## Дискография
- The New Psychodalia — 2011

### Mushroomhead
- Mushroomhead — 1995
- Superbuick — 1996
- Remix 1997 — 1997
- M3 — 1999
- Remix 2000 — 2000
- XX — 2001
- XIII — 2003
- Savior Sorrow — 2006
- Beautiful Stories for Ugly Children — 2010
- The Righteous & The Butterfly — 2014